# Dom Urodzenia Fryderyka Chopina

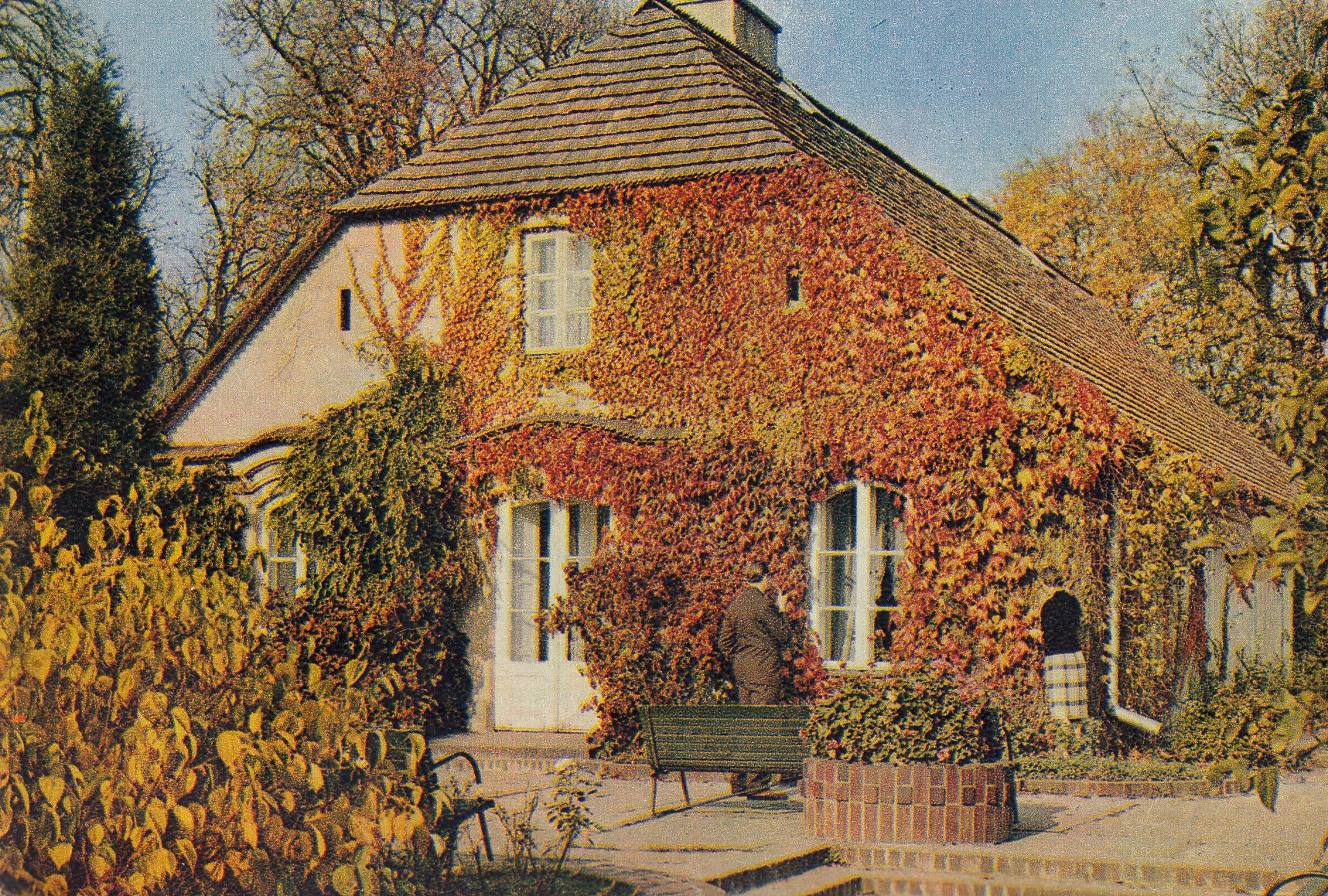
Dworek w latach 60. XX wieku

Dom Urodzenia Fryderyka Chopina – muzeum biograficzne Fryderyka Chopina w Żelazowej Woli, w skład którego wchodzą oficyna (tzw. dworek) oraz 7-hektarowy park krajobrazowy nad rzeką Utratą. Dwór wraz z parkiem jest oddziałem Muzeum Fryderyka Chopina w Warszawie zarządzanego przez Narodowy Instytut Fryderyka Chopina.
Budynek wpisany jest do rejestru zabytków pod nr rej.: 284/61 z 25.09.1961

## Historia Żelazowej Woli
Pierwsza wzmianka o wsi pochodzi z 1579 z akt grodzkich, gdzie jako właścicieli Żelazowej Woli wymieniono Mikołaja i Piotra Żelazów. Pod koniec XVIII w. właścicielem był Piotr Łuszczewski, a następnie rodzina Paprockich. Domów mieszkalnych było wówczas 9.
Na przełomie XVIII i XIX w. wieś została odkupiona od Paprockich przez zubożałą rodzinę hrabiów Skarbków. Kacper i Ludwika Skarbkowie zamieszkali we dworze z dwiema oficynami (obecny „dworek” to dawna wschodnia oficyna). Guwernerem ich dzieci był Mikołaj Chopin, który w 1806 poślubił Justynę z Krzyżanowskich, krewną gospodarzy, zajmującą się zarządzaniem domem. Ich trzy córki – zarówno starsza, Ludwika Marianna, jak i dwie młodsze, Justyna Izabela i Emilia – urodziły się w Warszawie.
1 marca (lub 22 lutego) 1810 roku we wsi urodził się Fryderyk jako drugie dziecko Chopinów. Jego pobyt w Żelazowej Woli nie trwał długo, bowiem już na jesieni Chopinowie przenieśli się do Warszawy, ale młody Fryderyk odwiedzał później Skarbków w wakacje i przy okazji świąt rodzinnych. W 1812 dwór Skarbków spłonął, ale obydwie oficyny ocalały.
Podczas wizyt kompozytora w majątku Skarbków fortepian wynoszono do ogrodu, gdzie pod lipami Fryderyk dawał koncerty. Zgromadzeni goście i rodzina nie byli jedynymi słuchaczami – dźwięki fortepianu przyciągały mieszkańców pobliskich wsi (jak wspominał Antoni Krysiak, chłop z Żelazowej Woli i rówieśnik Fryderyka Chopina). Latem 1830 Fryderyk Chopin przyjechał do Żelazowej Woli, gdzie cała rodzina Chopinów przebywała na letnim wypoczynku. Wówczas kompozytor był tu po raz ostatni.
W 1834 Michał Skarbek popełnił samobójstwo, a jego rodzina odsprzedała Żelazową Wolę Szubertom. W 1840 dziedzicem Żelazowej Woli stał się baron Eugehard, a wkrótce później rodzina Peszlów. Kolejnym właścicielem w latach 1859–1879 był Adam Towiański. W skład dóbr wchodziły folwarki w Mokasie i Żelazowej Woli oraz wsie Żelazowa Wola, Chodakówek, Budy Żelazowskie i Towiany (obecnie część wsi Mokas). W samej Żelazowej Woli znajdowało się 11 budynków murowanych, 12 drewnianych oraz młyn wodny. Od 1879 dwór pozostawał w rękach Aleksandra Pawłowskiego, który w miejscu urodzenia Chopina urządził magazyn gospodarczy.
W 1894 z inicjatywy rosyjskiego kompozytora Milija Bałakiriewa odsłonięto w parku Pomnik Fryderyka Chopina projektu Bronisława Żochowskiego z medalionem projektu Jana Woydygi. Podczas I wojny światowej spłonęła prawa oficyna dworu. W 1918 majątek Żelazowa Wola rozparcelowano pomiędzy okolicznych chłopów.
W 1928 warszawskie Towarzystwo Przyjaciół Domu Chopina i Komitet Chopinowski z Sochaczewa zakupiły oficynę i 3 ha ziemi wokół budynku za 40 000 zł od Rocha Szymaniaka, który był właścicielem terenu od 1918.
Podczas II wojny światowej we dworku stacjonowali żołnierze niemieccy. Pod koniec wojny znajdował się tam szpital. W tym czasie z dworku zaginęło wiele cennych przedmiotów, m.in. fortepian koncertowy Pleyel oraz dwa fotele należące do Chopina.

## Historia muzeum
W 1919 z pomysłem odrestaurowania miejsca urodzenia Chopina wyszedł gen. Kazimierz Sosnkowski. W 1926 powstały dwie organizacje, które za cel postawiły sobie wykupienie Żelazowej Woli z rąk prywatnych: warszawskie Towarzystwo Przyjaciół Domu Chopina i sochaczewski Komitet Chopinowski. Po dwóch latach starań udało im się zrealizować to zamierzenie. Komitet Budowy Domu Chopina w 1931 rozpoczął remont budynku według projektu architekta Juliana Żakowskiego. W latach 30. urządzono wnętrze z XIX-wiecznymi meblami według projektu Lecha Niemojewskiego. 17 października 1931 dokonano symbolicznego otwarcia dworku. Obiekt udostępniono zwiedzającym w czerwcu 1939.
Po zniszczeniach II wojny światowej dworek ponownie wymagał renowacji. Projekt rekonstrukcji i przebudowy wnętrz opracował w 1948 prof. Mieczysław Kuzma. Kolejne renowacje odbyły się w latach 1958 i 1968.
W 1951 dworek wraz z parkiem przekazano Muzeum Narodowemu, a od 1953 obiekt był pod opieką Towarzystwa im. Fryderyka Chopina w Warszawie. Obecnie jest oddziałem Muzeum Fryderyka Chopina w Narodowym Instytucie Fryderyka Chopina. Co roku Żelazową Wolę odwiedza około 200 tys. gości z kraju i ze świata.
Zgodnie z art. 2 ustawy z dnia 3 lutego 2001 r. o ochronie dziedzictwa Fryderyka Chopina, Dworek w Żelazowej Woli wraz z otaczającym go zabytkowym parkiem został uznany za dobro kultury narodowej, podlegające szczególnej ochronie.

## Architektura budynku
Dzisiejszy dworek w Żelazowej Woli zbudowany został około 1800 jako lewa oficyna dworu Kacpra i Ludwiki Skarbków. Oficyna ta, zamieszkana przez Chopinów po ślubie w 1806, była niedużym budynkiem murowanym, o wysokim i stromym dachu, z dużymi oknami, dwiema facjatkami w dachu, bez ganków. Wewnątrz znajdowało się siedem izb bielonych wapnem.
W czasie wojen napoleońskich w 1812 dwór właściwy spłonął, a zachowały się dwie oficyny. Do 1834 w prawej mieszkali właściciele. Po przejęciu posiadłości przez Adama Towiańskiego w latach 60. XIX w. przeprowadzono remont oficyny, zmieniający jej pierwotny wygląd (m.in. dobudowano wtedy ganek). Kolejny właściciel Aleksander Pawłowski przeznaczył miejsce urodzenia kompozytora do celów gospodarczych. W czasie I wojny światowej spłonęła prawa oficyna, a z założenia dworskiego został się jeden podupadły budynek.
Obecnie jest to parterowy, prostokątny budynek. Od frontu znajduje się ganek na dwóch kolumnach z trójkątnym frontonem. Układ wnętrz jest dwutraktowy z sienią na osi budynku. Stropy są belkowane, a naczółkowy dach jest kryty gontem. W ścianach szczytowych nad oknami i wejściem znajdują się profilowane gzymsy.

## Wnętrza dworku
- Pokój z kominkiem – dawna kuchnia
- Pokój ojca – salonik muzyczny
- Jadalnia
- Pokój matki – miejsce urodzenia Fryderyka Chopina
- Pokój dziecięcy

Układ wnętrz ma charakter symboliczny, bowiem nieznany jest ich rozkład w czasach Chopina.

## Ekspozycja
Ekspozycję stałą stanowią aranżacja wnętrz skromnego XIX-wiecznego dworku, odtwarzająca atmosferę domu rodzinnego kompozytora oraz ekspozycja biograficzna poświęcona Fryderykowi Chopinowi. Oficyna, w której zamieszkał z żoną ubogi nauczyciel Mikołaj Chopin, siłą rzeczy była urządzona skromnie, zgodnie z pozycją materialną rodziny.
W sześciu pokojach zgromadzono przedmioty z epoki, ale należy pamiętać, że nie zachowały się do naszych czasów meble, instrumenty czy obrazy z domu Chopinów. W saloniku muzycznym znajduje się współczesny fortepian koncertowy. Dwa pozostałe postawiono: w pokoju matki (XIX-wieczny fortepian pochodzący z fabryki F. Leszczyńskiego) i w pokoju dzieci („żyrafa” z pionowym pudłem rezonansowym). Oprócz instrumentów, klasycystycznych mebli i pieca kaflowego z początku XIX w. uwagę zwracają belkowane stropy, ozdobione polichromią o motywach roślinnych.
Na bielonych ścianach pokoi zawieszono wizerunki członków rodziny Chopinów (kopie portretów olejnych Ambrożego Mieroszewskiego, wykonanych w latach 20. XIX w., reprodukcje portretów Fryderyka według Marii Wodzińskiej i Elizy Radziwiłłówny), a także widoki Warszawy. Cennym dopełnieniem ekspozycji są faksymilia dokumentów: aktu ślubu rodziców oraz metryk urodzenia i chrztu Fryderyka, a także rękopisów muzycznych, rysunków i listów.

## Park

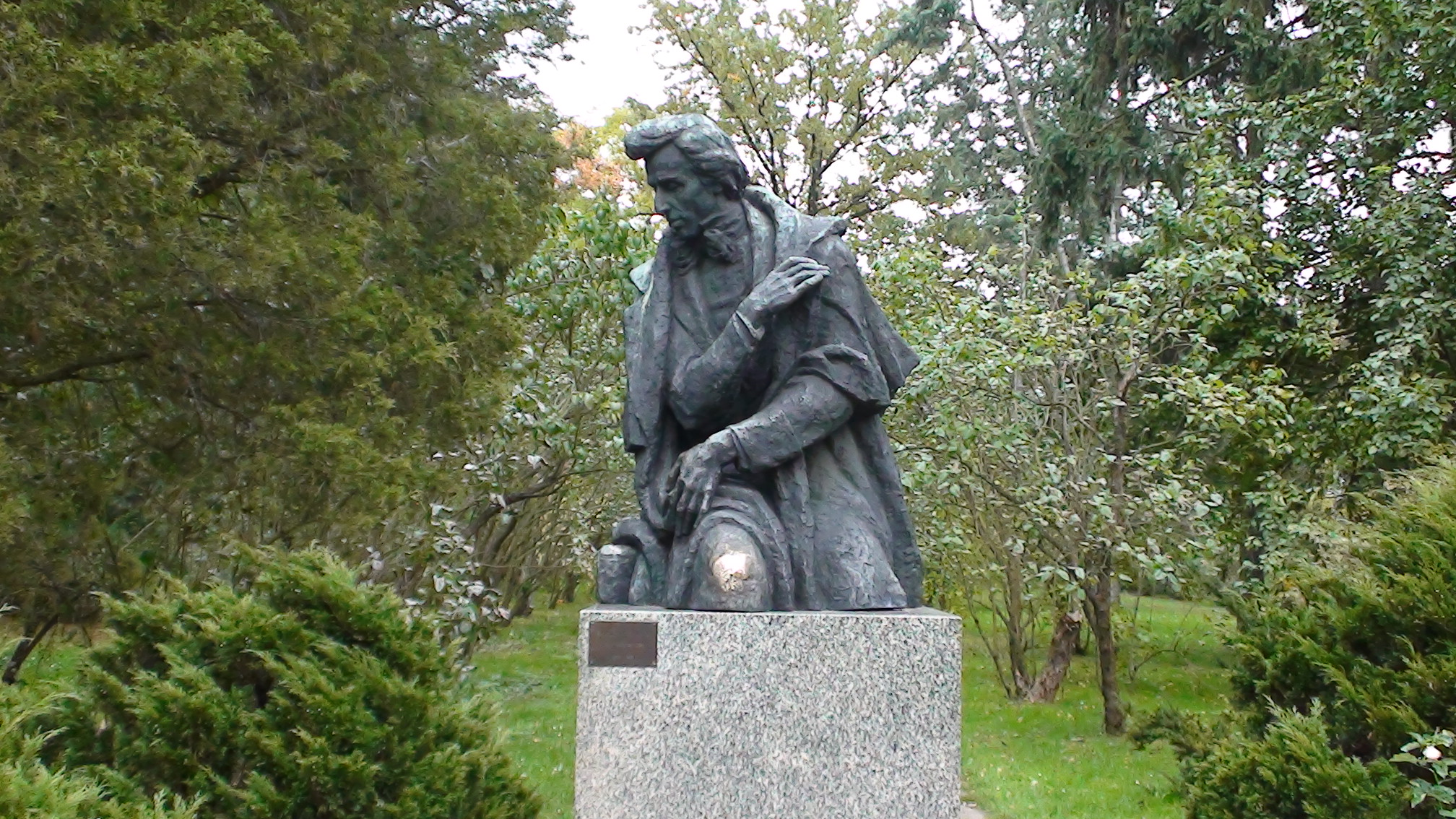
Pomnik Fryderyka Chopina autorstwa Józefa Gosławskiego

Park krajobrazowy pochodzi z XVIII w., później przekształcony według projektu Kamila Jamme z 1871. Po parcelacji majątku w 1918 park zdewastowano, wyrąbując w nim drzewa.
W 1928 wykupiono teren wraz z oficyną – łącznie 3 ha ziemi. W 1932 dokupiono dodatkowe 3 ha od Rocha Szymaniaka. Projekt rewitalizacji parku opracował prof. Franciszek Krzywda-Polkowski, twórca polskiej szkoły architektury krajobrazu ogrodowego. Prace przeprowadzono w latach 1932–1937.
W siedmiohektarowym parku nad Utratą można zobaczyć około 10 tys. gatunków i odmian drzew, krzewów, bylin i roślin cebulowych z kraju i ze świata. Są wśród nich m.in.: wierzby, klony, dęby, topole, amerykańskie sosny, kalifornijskie jodły, japońskie berberysy oraz cierniste pigwowce z Chin.
Dodatkowo na terenie parku znajdują się liczne wizerunki Fryderyka Chopina. Są to: obelisk w jednej z dalszych alejek oraz znajdujące się w bezpośrednim sąsiedztwie dworku: pomnik w brązie wykonany przez Józefa Gosławskiego i popiersie autorstwa Stanisława Sikory.
Szeroka aleja główna prowadzi od bramy wejściowej do dziedzińca obsadzonego przez kasztanowce. Tutaj młody Fryderyk grywał na wystawianym z salonu fortepianie, kiedy przyjeżdżał w odwiedziny do Żelazowej Woli.

## Koncerty
Od 1959 do Żelazowej Woli przyjeżdżają artyści z kraju i ze świata oraz uczestnicy Międzynarodowych Konkursów Pianistycznych im. Fryderyka Chopina, by wykonywać utwory kompozytora w miejscu jego urodzenia. W każdą niedzielę w okresie od maja do końca września o 12:00 i 15:00 można posłuchać koncertu muzyki Chopina. Ponadto w każdą sobotę lipca i sierpnia o godzinie 11:00 w Żelazowej Woli występują młodzi pianiści w cyklu „Estrada Młodych”.
Oprócz publicznych koncertów, w dworku odbywają się również koncerty zamawiane przez biura podróży, organizacje czy osoby prywatne. Często są to koncerty wieczorne przy zapalonych świecach.
We wnętrzach dworku i na terenie parku codziennie z głośników sączy się muzyka wielkiego pianisty, którą można się upajać siedząc na ławkach i spacerując po alejkach.